# Rama-Orden

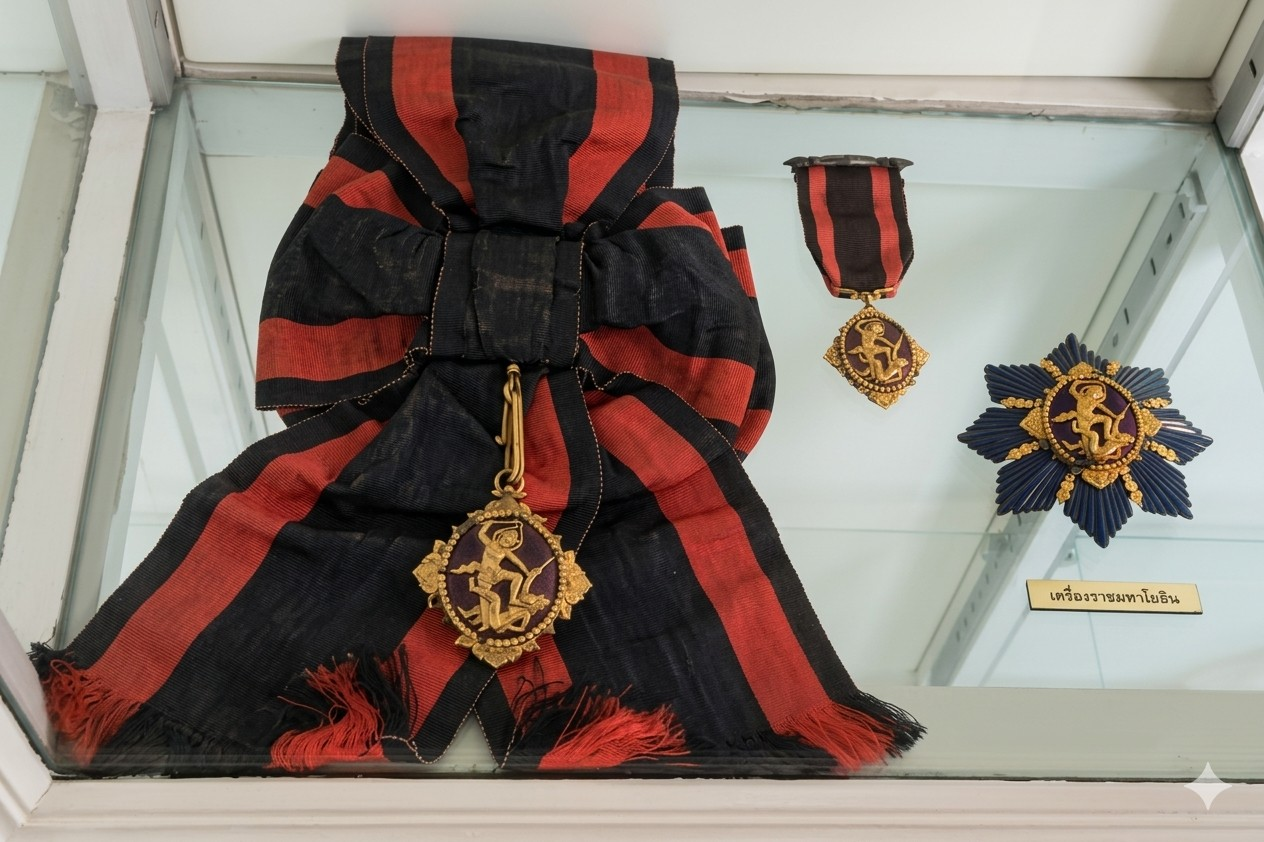
Rama-Orden der 1. Klasse

Der Rama-Orden, mit vollständiger Bezeichnung Der sehr ehrenhafte Rama-Orden (thailändisch เครื่องราชอิสริยาภรณ์ อันมีศักดิ์ รามาธิบดี, englisch The Honourable Order of Rama), wurde am 22. Juli 1918 durch König Vajiravudh als Militärverdienstorden gestiftet und kann an in- und ausländische Militärangehörige in Friedens- und Kriegszeiten verliehen werden.

## Ordensklassen
Die Dekoration besteht aus sechs Klassen:
- Senangapati of the Honourable Order of Rama

Knight Grand Commander (1. Klasse)
Thai: เสนางคะบดี
post-nominal: ส.ร.
- Maha Yodhin of the Honourable Order of Rama

Knight Commander (2. Klasse)
Thai: มหาโยธิน
post-nominal: ม.ร.
- Yodhin of the Honourable Order of Rama

Commander (3. Klasse)
Thai: โยธิน
post-nominal: ย.ร.
- Asvin of the Honourable Order of Rama

Companion (4. Klasse)
Thai: อัศวิน
post-nominal: อ.ร.
- Member of “The Rama Medal for Gallantry in Action” of the Honourable Order of Rama

Member (5. Klasse)
Thai: เหรียญรามมาลา เข็มกล้ากลางสมร
post-nominal: ร.ม.ก
- Member of “The Rama Medal of the Honourable Order of Rama”

Member (6. Klasse)
Thai: เหรียญรามมาลา
post-nominal: ร.ม.

## Ordensdekoration
Das Ordenszeichen ist ein hochovales schwarz emailliertes Medaillon, auf dem die stilisierte Figur des Königs Ramathibodi I. zu sehen ist, der einen Khmer niederkämpft. Das Medaillon ist von einer aus kleinen Kügelchen gebildeten Kette umschlossen, die wiederum von Ornamenten umgeben ist.
Die hochovale aus Silber gefertigte Medaille zeigt die Darstellung des Ordenszeichens und ist lediglich von der beschriebenen Kette umschlossen.

## Trageweise
Senangapati wird an einer Schärpe von der rechten Schulter zur linken Hüfte sowie mit einem achtstrahligen Bruststern, auf dem das Ordenszeichen aufliegt, auf der linken Brust getragen. Maha Yodhin und Yodhin tragen die Auszeichnung als Halsorden, Maha Yodhin zusätzlich einen Bruststern auf der rechten Brust. Asvin und die jeweilige Medaille werden am Band auf der linken Brustseite dekoriert.
Das Ordensband ist schwarz mit roten Seitenstreifen.

## Sonstiges
Der König ist Großmeister des Ordens.